# 尼加拉瓜手语
尼加拉瓜手語（简称ISN，即Idioma de Señas de Nicaragua或Idioma de Signos Nicaragüense）是在二十世紀七十年代至八十年代由西尼加拉瓜眾多學校內的失聰兒童自發性地發展出來的手語。該語言的發展過程為研究新語言的誕生提供了獨一無二的機會，所以語言學家對此特別感興趣。

## 歷史
1970年代以前，尼加拉瓜并没有聋哑人社团组织。聋哑人大多相互没有联系，只是使用各自简单的惯用手势与家人和朋友交流。直到1977年，位于马那瓜附近的一个特殊教育中心成立了一所聋哑儿童的学校，刚开始有学生50名，这为语言的形成创造了必要的条件。到了1979年，即桑地诺主义革命发生的那年，学生数增加到100名。
1980年，在马那瓜又开设了另外一个学校，这是一所为马那瓜地区的聋哑青少年所设的职业学校，名为“自由村”（Villa Libertad）。到了1983年，两所学校总共有聋哑学生400多名。起先，语言学习着重于西班牙语口语和唇读法，老师使用手势仅限于手指拼写（用简单的手势比划字母）。学习计划成效不大，大多数学生不能领会单词的含义。然而，孩子们一方面仍不能与老师进行语言交流，另一方面，操场、校园及上下学的公车却为他们提供了广阔的相互交流的空间。结合他们各自在家里习惯用的手势，一种类皮钦语的语言形式很快形成，接着又发展成为一种类克里奥尔语：孩子们在创造自己的语言。这一混杂语的“第一阶段”被称为尼加拉瓜手势语（Lenguaje de Signos Nicaragüense，LSN），仍被一些入学时已经十几岁的大孩子使用。
学校的老师没有意识到这一新的语言的发展，他们把孩子们的手势当作是在演哑剧，认为他们没能学会西班牙语。他们看不懂孩子们相互在说些什么，于是向外界求助。1986年六月，尼加拉瓜教育部与美国东北大学的美国手语学家朱迪•凯格尔取得联系。当凯格尔及其他研究人员开始对这一语言进行研究时，他们注意到大孩子的类混杂语传到更年幼的小孩子那里，其复杂性更上了一个等级，有了动词呼应及其它一些语法习惯。这一更为复杂的手语就是现在所说的尼加拉瓜手语（ISN）。
当前，有关该课题的文章被刊登于《科学》及其它杂志，并受到美国国家公众广播电台的关注。

## 尼加拉瓜手語與語言學
尼加拉瓜手语代表了一种完全不同寻常的语言形成发展过程，即没有成年母语使用者群体的参与。一般克里奥尔语产生于两种（或多种）不同的母语使用者群体的混杂语言，而该语言却是由一群儿童的非常规的惯用手势发展而成。
一部分语言学家认为，尼加拉瓜手语的形成，显示人类语言习得的能力来源于大脑中先天存在的“语言习得装置”。Language Instinct（《语言本能》）的作者史迪芬·平克写道：“尼加拉瓜事件是史上独一无二的。”“我们能够看到孩子——而不是成人——怎样生成语言，我们能够科学地、详细地记录语言创造的过程。实际上这是我们第一次和唯一一次看见一个新语言从零开始的形成。”
1990年以来，还有一些研究人员（包括Ann Senghas、Marie Coppola、Richard Senghas、Laura Polich等）开始研究、描述这个语言的形成和目前的使用社区。虽然他们对于这个语言的形成和发展都有各自不同的理解，但是他们都一致认为，这个现象是语言形成问题上有史以来最丰富的资料来源。

## 爭論

### 什麼時候成為語言？
研究人员争论的一个问题是：ISN何时成为一个完整的语言。Coppola认为ISN形成之前，尼加拉瓜各处聋哑人使用的家庭手势系统已经有一些可以称为“语言”的特征。Kegl认为，最先是聋哑手势使用者开始互相接触之后，把各自的手势发展成了一种混合系统；而之后加入学校的儿童则“以为”这种混合系统是一种可学习的语言，因此就在学习过程中把这个系统发展成了一个和任何其他人类语言一样完整、复杂的语言；而再往后的发展就是和其他语言一样的自然的语言发展过程。而A. Senghas则认为ISN在生成以后，每一批新的儿童在学习的过程中，都不断地使ISN更加复杂。

### 語言和道德
从她于1986年开始进行研究到ISN完全形成期间，Kegl刻意没有让尼加拉瓜的聋哑人接触她本人熟悉的手语，包括美国手语。近几十年来，在世界各地都有一种“语言的帝国主义”：美国手语被不断地介绍给其他国家的聋哑人，有时会取代当地已经存在的手语。Kegl的宗旨就是：研究并记录社团的语言，而不是改变它。Kegl同时也没有妨碍尼加拉瓜聋哑人接触其他手语，并且纪录了其他手语自1990年代开始如何影响ISN。
某些其他的专家却并不认同Kegl“孤立尼加拉瓜儿童”的行为。布朗大学的哲学教授Felicia Ackerman给《泰晤士报》的一封信中表示，Kegl在避免扼杀本地语言的同时，却毁掉了这些儿童的人生前程，使他们无法和世界沟通。
Kegl和她的丈夫在Nicaraguan Sign Language Projects, Inc.工作时，不仅和尼加拉瓜聋哑人一起记录和发展他们的母语，同时也筹款在尼加拉瓜西海岸建立了一所完全由尼加拉瓜聋哑人授课的聋哑学校，并且支持这些聋哑教师在尼加拉瓜其他学校训练教师，还将许多聋哑学生及教师带到美国进行更多的课程发展和教学训练，并且出资让尼加拉瓜聋哑人参加国际会议，如阿姆斯特丹的The Theoretical Issues in Linguistic Research Conference（语言研究中的理论问题）以及华盛顿哥伦比亚特区的Deaf Way IV。

### 先天語言能力的證據
威廉·斯多基作為“美国手语研究之父”，并不认同ISN的出现是内在“语言习得装置”的证据的论点。斯多基也质疑ISN的形成没有任何外来影响（如西班牙语或美国手语）的主张。这些主张主要基于推断，而非直接的证据。迄今为止已有的证据表明，ISN最早的阶段没有接触到西班牙语或美国手语，但是语言形成之后，和其他语言一样，ISN也开始不断地和其他语言进行接触。

### 無法書寫的語言
R. Senghas（1997）在论文中使用了“unspeakable, unwriteable”（无法说、无法写）的语言来着重描写一个很常见的谬误观点：即没有书写形式的语言和有书写方式的语言相比，没有那么“真实”。同样的，手语由于既不能说也不能写，因此也得不到其应有的认识。（Senghas并不主张ISN无法书写，他只是表示有许多没有研究过手语的人会这样认为。）1996年以来，尼加拉瓜人已经开始使用SignWriting在纸上或者电脑上书写ISN。目前ISN在所有手语当中，有最多的书写资料，包括三册ISN阅读教材，以及西班牙语一、二级的课文、读本、练习本，西班牙语故事集（附ISN词汇表），地理书籍等。
见假如你给老鼠一个饼干 （页面存档备份，存于），一个尼加拉瓜手语-英语对照的儿童故事（目前网上版本只有前四页）。

## 外部連結
- 5 minute PBS documentary video （页面存档备份，存于） showing examples of LSN (Quicktime and Realplayer formats).
- http://www.unet.maine.edu/courses/NSLP/ （页面存档备份，存于）
- https://web.archive.org/web/20050322022255/http://cf.linguistlist.org/cfdocs/new-website/LL-WorkingDirs/forms/langs/LLDescription.cfm?code=NCS
- http://www.nytimes.com/library/magazine/home/19991024mag-sign-language.html （页面存档备份，存于）